# Guido von Martens
Guido (Klaus Guido) von Martens (* 18. September 1943 in Königshütte; † 13. November 2019 in Brieselang) war ein deutscher Keramiker.

## Leben und Werk
Von Martens hatte fünf Geschwister. Die Familie kam in der Folge des Zweiten Weltkriegs 1945 aus Schlesien nach Mecklenburg. Als seine Eltern mit den Kindern in die Bundesrepublik gingen, blieb von Martens in der DDR, um sein Abitur abzuschließen, was er dann 1961 am Bischöflichen Convict Berlin tat, eigentlich mit der Perspektive einer geistlichen Laufbahn. Nachdem 1961 die Grenzen zur Bundesrepublik geschlossen wurden, konnte er seinen Eltern nicht mehr nachfolgen. Er durfte auch nicht zur Beerdigung seines Vaters fahren, was ihn sehr enttäuschte.
Nach dem Abitur zog von Martens wieder nach Mecklenburg. Er absolvierte ab 1961 eine Lehre als Spitzendreher und arbeitete bis 1966 in seinem Beruf, u. a. bei der Produktion von Schiffsschrauben. Von 1966 bis 1968 war er Hilfsarbeiter in der keramischen Werkstatt von Franz Poppe (* 1939) in Waren. In dieser Zeit knüpfte er erste Kontakte zu Künstlern. Dabei lernte er beim „Tingeln“ durch Metall- und Bildhauerwerkstätten u. a., wie Bronze gegossen wird und wie Skulpturen angefertigt werden. Ab 1968 arbeitet er als Töpfer in den Keramischen Werkstätten Marwitz, wo ihn Hedwig Bollhagen ausbildete, von 1976 bis 1978 als ihren einzigen Meisterschüler. „Seither war er der Keramik und dem Porzellan verbunden – aus tiefstem Herzen“, sagte seine Ehefrau, die Künstlerin Renée Dressler von Martens.
Animiert von Hedwig Bollhagen arbeitete von Martens nach der Meisterprüfung ab 1978 als freischaffender Keramiker und Bildhauer in Brieselang. 2006 erwarb er dort mit seiner Frau das Anwesen, in dem früher das Konsum-Kaufhaus war. Sie richteten dort den Märkischen Künstlerhof mit ihren Ateliers, Galerie und Café-Betrieb ein, den seine Frau nach Martens Tod weiter führt.
Von Martens schuf vor allem Skulpturen, architekturbezogene und gartenkeramische Arbeiten. Als legendär gilt seine Schwarzkeramik.
Mit dem holländischen Hochschullehrer Hans van Lemmen (* 1946) schrieb er 2001 das Lehrbuch Blaumalerei auf Porzellan und Keramik (Callwey, München 2001). Von Martens genoss international Renommee. In China war er Lehrer in Shangyu an der Design-Hochschule und am Modern International Ceramic Art Center. Dabei lernte er die traditionelle chinesische Celadeon-Glasur kennen, und er schuf dort Gefäße mit dieser Oberfläche.
Er lehrte auch in Berlin und gab Seminare für Pädagogen und Architekten und in seiner Werkstatt Kurse für Kinder und Jugendliche, die selbst von Schulklassen aus Südafrika besucht wurden. Mit Schülern realisierte er mehrere Skulpturprojekte in Nauen und im Havelland. Im Oktober 2019 beteiligte er sich noch am Bildhauersymposium in der Zitadelle Spandau.
Martens war bis 1990 Mitglied des Verbands Bildender Künstler der DDR.
Er wurde auf dem Südwestkirchhof Stahnsdorf beigesetzt, wo er schon zu Lebzeiten ein Mausoleum gekauft hatte.

## Ausstellungen (unvollständig)

### Einzelausstellungen
- 1980: Berlin, Galerie Junge Künstler (mit Wolfgang Gregor und Rudolf Schäfer)
- 1981: Berlin, Studio-Galerie (Gefäßkeramik; mit Nora Kaufhold und Dieter Duschek)
- 2019: Teterow, Galerie im vormaligen Bahnhof („Göttlich dekadent“)

### Ausstellungsbeteiligungen
- 1981: Potsdam, Bezirkskunstausstellung
- 1982/1983 und 1987/1988: Dresden, IX. und X, Kunstausstellung der DDR
- 1983: Magdeburg, Museum Kloster Unser Lieben Frauen („Keramik in der DDR“)